# Gmina Rosenholm
Gmina Rosenholm (duń. Rosenholm Kommune) – w latach 1970–2006 (włącznie) jedna z gmin w Danii w ówczesnym okręgu Århus Amt. 
Siedzibą władz gminy była miejscowość Hornslet. Gmina Rosenholm została utworzona 1 kwietnia 1970 na mocy reformy podziału administracyjnego Danii. Po kolejnej reformie w 2007 r. weszła w skład gminy Syddjurs.

## Dane liczbowe
- Liczba ludności: (♀ 5182 + ♂ 5143) = 10 325
  - wiek 0-6: 9,5%
  - wiek 7-16: 15,0%
  - wiek 17-66: 63,3%
  - wiek 67+: 12,2%
- zagęszczenie ludności: 73,8 osób/km²
- bezrobocie: 4,7% osób w wieku 17-66 lat
- cudzoziemcy z UE, Skandynawii i USA: 116 na 10 000 osób
- cudzoziemcy z krajów Trzeciego Świata: 159 na 10 000 osób
- liczba szkół podstawowych: 3 (liczba klas: 72)